# Robert Woolsey
Robert Woolsey (* 14. August 1888 in Oakland, Kalifornien; † 31. Oktober 1938 in Malibu, Kalifornien) war ein US-amerikanischer Schauspieler, Musiker und Komiker. Gemeinsam mit Bert Wheeler bildete er ab Ende der 1920er-Jahre das sehr erfolgreiche Komikerduo Wheeler & Woolsey. Beide drehten bei RKO Pictures über 20 Filmkomödien mit Musik- und Tanzeinlagen.

## Leben
Nach dem frühen Tod des Vaters musste Woolsey bereits als Teenager verschiedenen Berufen nachgehen, unter anderem als Jockey. Nach einem Reitunfall, bei dem er sich ein Bein brach, arbeitete er als Page in einem Hotel in Cincinnati. Dort kam er zum ersten Mal mit professionellen Schauspielern in Berührung und entdeckte seine Liebe für das Vaudeville. Von da an spielte er als Komiker für zahlreiche Theatergruppen in den Vereinigten Staaten und Großbritannien und arbeitete mit diversen Stars wie W.C. Fields zusammen.
1927 wurde er vom einflussreichen Theater- und Filmproduzenten Florenz Ziegfeld junior für dessen Musical Rio Rita engagiert. Bei dieser Theaterproduktion lernte er den Komiker Bert Wheeler kennen. Für beide war es der Auftakt zu einer langen und fruchtbaren Zusammenarbeit. Beide traten als Komikerduo Wheeler & Woolsey in über 20 Filmkomödien mit Musik- und Tanzeinlagen (bei RKO Pictures) auf. Die erste gemeinsame Filmproduktion war die Kinoversion von Rio Rita (1929). Während Wheeler in den Filmen den Typus des romantischen Liebhabers verkörperte, agierte Woolsey, der stets mit kreisrunder Brille und Zigarre als Attribute trug, als der komische Part. Erfolgreich wurden die Filme vor allem wegen des schnellen und absurden Wortwitz des Duos:
Wheeler: You broke the law! – Woolsey: Couldn’t you get another one?
1937 verschlechterte sich Woolseys Gesundheitszustand dramatisch. Er war über ein Jahr bettlägerig, ehe er am 31. Oktober 1938 mit nur 50 Jahren in Malibu an einem Nierenleiden verstarb. Robert Woolsey hatte selbst nur einen einzigen Film ohne seinen Partner Wheeler gedreht und obwohl er seine Showkarriere fortsetzte, konnte auch Bert Wheeler nach dem Tod seines Partners nicht mehr an alte Erfolge anknüpfen. Obwohl sie neben Laurel und Hardy das wohl bekannteste Hollywood-Komikerduo der 1930er-Jahre waren, sind Wheeler und Woolsey heute sehr in Vergessenheit geraten.

## Filmografie (Auswahl)
- 1929: Rio Rita
- 1930: The Cuckoos
- 1930: Hook, Line and Sinker
- 1930: Half Shot at Sunrise
- 1931: Oh! Oh! Cleopatra! (mit Woolsey als Julius Caesar und Wheeler als Mark Anton)
- 1931: Juwelenraub in Hollywood (The Stolen Jools)
- 1931: Everything’s Rosie (ohne Wheeler)
- 1932: Girl Crazy
- 1933: Diplomaniacs
- 1936: Mummy’s Boys